# Патрісіо Ескобар
Патрісіо Ескобар (ісп. Patricio Escobar Cáceres; 17 березня 1843, Сан-Хосе-де-лос-Арройос, Каагвасу, Парагвай — 19 квітня 1912, Асунсьйон, Парагвай) — парагвайський військовий і державний діяч, президент Парагваю.

## Життєпис
Народився у 1843 у Сан-Хосе-де-Лос-Арройос; його батьками були Хосе Ескобар і Анна Белья Касерес. Був військовим, брав участь у Парагвайській війні, у 1867 був ад'ютантом маршала Лопеса. Після війни у 1874 був підвищений до бригадного генерала, у 1876 — до генерал-майора.
У 1886 Бернардіно Кабалєро, покинувши пост президента, але зберігши за собою пост командувача парагвайською армією, забезпечив обрання Патрісіо Ескобара президентом країни. В часи президентства Ескобара був підписаний договір з Болівією, прокладена залізниця між Асунсьйоном і Вілья-Рікою. Кабальєро надавав велику увагу питанням освіти, за нього був прийнятий закон про обов'язкову початкову освіту, у 1887 створена Національна рада з питань освіти, а у 1889 заснований Національний університет Асунсьйона.